# Стеблін-Камінський Степан Павлович
Степа́н Па́влович Сте́блін-Камі́нський (26 квітня (8 травня) 1814, Полтава — 17 грудня (29 грудня за новим стилем) 1885, Полтава) — український письменник і педагог.

## Біографічні відомості
В 1835 році склав іспит на звання вчителя. Викладав російську мову в гімназіях у Золотоноші й Полтаві, у Полтавському інституті шляхетних дівчат (1839–1852).
Співробітник «Полтавских губернских ведомостей», в яких (також у «Киевской сторовине», 1883).
На основі спогадів батька, який був особисто знайомий з Іваном Котляревським, написав «Біографію поета Котяревського» (публікувалася в газеті «Полтавские губернские ведомости» за 1866 р.) (перший його біограф). Окремо видано «Воспоминания об И. П. Котляревском. Из записок старожила» (Полтава, 1883).
Автор віршів релігійного змісту та історико-етнографічних статей.